# Spodnji Duplek
Spodnji Duplek – wieś w Słowenii, siedziba gminy Duplek. W 2018 roku liczyła 1656 mieszkańców.